# Nikolaus Straub
Nikolaus Straub (* um 1415 in Leonberg; † nach 11. Mai 1500) war Notar u. a. in Hall und Heilbronn. Er wirkte bei der päpstlichen Reform der Heilbronner Klöster von 1465 mit. In Heilbronn wurde er auch zum ersten Generalsyndikus der Stadt berufen und vertrat die Städte Heilbronn und Wimpfen bei Missionen zum Papst nach Rom und zum Kaiser nach Antwerpen. Obwohl er kein Theologe war, ist er der Urheber einer vorlutherischen, um 1460 entstandenen deutschen Übersetzung der Evangelien, die sich heute als Manuskript 35 im Bestand der Universitätsbibliothek Leipzig befindet.

## Leben
Straub führte den Beinamen Lenberg Spirer Bistums und wurde daher in Leonberg (damals im Bistum Speyer) geboren. Über seine Familie und seine Jugend ist nichts bekannt. Am 20. Dezember 1431 immatrikulierte er sich an der Universität Heidelberg, wo er 1433 Baccalaureus wurde und im Mai 1435 sein Magisterexamen absolvierte. Anschließend arbeitete er den damaligen Gepflogenheiten folgend, noch einige Zeit weiter an der Fakultät. Im Juni 1437 wurde er in den Fakultätsrat gewählt, danach gibt es keine weiteren Aufzeichnungen über sein Wirken an der Universität in Heidelberg. Möglicherweise hat er die Stadt bald darauf wegen der damals herrschenden Pest verlassen.
1444 tritt Straub in einer in Heilbronn angefertigten Urkunde erstmals als Notar in Erscheinung. Ein 1445 wohl ebenfalls in Heilbronn angefertigtes Vidimus stammt ebenfalls aus seiner Feder.
Straub war kaiserlicher Notar, d. h., er war von einem Hofpfalzgrafen mit den nötigen Privilegien versehen worden und übte seine Tätigkeit frei und nicht in einer städtischen Kanzlei aus. Er war daher für wechselnde Auftraggeber an wechselnden Orten tätig und hat zeitweilig auch weitere Ämter an unterschiedlichen Orten bekleidet. Dies erklärt, warum sein Lebensweg sprunghaft erscheint und bislang nur verstreute und lückenhafte Aufzeichnungen über ihn gefunden wurden.
1446 war er Schultheiß in Wimpfen im Tal und vertrat als solcher Eberhard von Finsterlohe vor dem geistlichen Gericht in Würzburg. Über die nachfolgenden Jahre fehlen wieder jegliche Aufzeichnungen.
1457 war Straub als Notar in Feuchtwangen, wo er in einer Streitsache zwischen den Städten Schwäbisch Hall und Würzburg urkundete. Möglicherweise ergaben sich hierbei seine Kontakte nach Schwäbisch Hall, wo er in der Folgezeit tätig war.
1459 trat er bei einem Rechtsstreit des Klosters Comburg mit dem Dorf Gelbingen in Erscheinung, in der nachfolgenden Zeit war er häufig wieder für das Kloster Comburg und auch für das Kloster Schöntal tätig. Die letzte Urkunde von ihm aus Schwäbisch Hall stammt vom 1. März 1463, als er eine Schenkung in Rieden beurkundete. Zu seiner Zeit in Schwäbisch Hall muss Straub das heute in der Universitätsbibliothek Leipzig verwahrte Manuskript mit der deutschen Übersetzung der Evangelien angefertigt haben, da er dieses mit Nicolaus Straub sst. notarius hallensis unterschrieb.
1465 ist Straub wieder in Heilbronn nachgewiesen, wo er als Rechtskundiger die Äbte Johann IV. von Wimsheim und Bernhard von Hirsau bei der päpstlich angeordneten Reform des Heilbronner Franziskanerklosters und des Klaraklosters begleitete und die Visitation in einem Schreiben an Papst Paul II. protokollierte. In der ersten Jahreshälfte 1466 war Straub in dieser Sache auch selbst beim Papst in Rom. In der Folgezeit war er wieder für das Kloster Schöntal tätig, aber auch für die Stadt Heilbronn in Heidelberg.
In der Zeit um 1470 verfasste Straub einen Kommentar zum römischen Recht, den er 1471 vollendete und der sich heute als Buch Nr. 1 in der Landesbibliothek Speyer befindet. Straub unterzeichnete diesen Kommentar nicht mehr als Notar in Hall, sondern als Generalsyndikus in Heilbronn – ein Amt, das 1471 überhaupt erst für ihn geschaffen worden war. In dieser Tätigkeit beriet er das städtische Gericht und beurkundete dessen Urteile.
1471/72 war Straub erneut in Rom, wo er im Auftrag der Stadt Wimpfen vermutlich die Trennung des weltlichen Siechenhauses vom geistlichen Heiliggeistspital in die Wege leitete. Zurück in Heilbronn vertrat er die Stadt in der Streitsache mit dem Kanoniker Albert Cock.
1485 begab sich Straub auf seine inzwischen dritte Romreise, diesmal um einen zwischen der Stadt Heilbronn und dem Heilbronner Karmeliterkloster geschlossenen Vergleich von Papst Innozenz VIII. genehmigen zu lassen. Die Streitsache zog sich in die Länge, und Straub war nahezu zwei Jahre unterwegs. Den ursprünglichen Anlass der Reise konnte er nicht erfüllen, dafür erwirkte er vom Papst jedoch einen Ablass zum Bau des Chors der Heilbronner Kilianskirche.
Zurück in Heilbronn wurde Straub sogleich auf eine weitere längere Mission nach Antwerpen entsandt, wo er 1488 mit Kaiser Friedrich III. verhandelte, um den Beitritt der Städte Heilbronn und Wimpfen zum Schwäbischen Bund abzuwenden. Der Kaiser bestand jedoch auf seiner Forderung.
Seine letzte größere Reise hat Straub wohl 1493 nach Ingolstadt geführt, um dem dort zum Doktor der Theologie promovierten Heilbronner Kilianskirchprediger Hans Chrener die Ehrung der Stadt zu überbringen.
In den Jahren bis 1500 gibt es noch einige von Straub in Heilbronn ausgestellte Urkunden. Am 11. Mai 1500 trat er vor dem Heilbronner Schultheißengericht letztmals in Erscheinung. Wenig später scheint er, inzwischen wohl etwa 85 Jahre alt, gestorben zu sein.

## Bibelübersetzung
Im Bestand der Leipziger Universitätsbibliothek befindet sich seit dem 19. Jahrhundert als Manuskript Nr. 35 eine undatierte Übersetzung der vier Evangelien. Das Manuskript ist signiert Nicolaus Straub sst. notarius hallensis.
Die Leipziger Handschrift Ms. 35 wurde 1939 erstmals von Erich Zimmermann publiziert. Zimmermann verortete ihren Ursprung aufgrund sprachlicher Kriterien in Schwäbisch Hall. Spätere Autoren, darunter Karl Langosch im Verfasserlexikon, schlossen sich Zimmermanns Verortung zunächst an. Ebenso bestanden keine Zweifel, dass Straub Notar in Schwäbisch Hall war. Beginnend mit Heimo Reinitzer in der Neuauflage des Verfasserlexikons von 1995 wurde das Leipziger Manuskript aufgrund sprachlicher Eigenheiten aus dem ostmitteldeutsch-ostbayrischen Grenzgebiet stammend verortet. Dadurch erschien auch ein Verfasser aus Halle an der Saale für möglich. Reinhard Müller bezweifelte im Deutschen Literatur-Lexikon von 2000 sogar eine Identifizierung des Übersetzers. Andreas Deutsch hat 2016 eine ausführliche Schrift zu Straub und dem Manuskript vorgelegt, in der er mit Quellen und Schriftvergleichen nachweist, dass nur der Schwäbisch Haller Notar Nikolaus Straub als Urheber des Manuskripts in Frage kommt und dass sich ausgehend von dessen bekannten Lebensdaten das Manuskript auch auf einen sehr engen Zeitraum, nämlich seine Jahre als Notar in Hall zwischen 1458 und 1463, datieren lässt.
Straubs Übersetzung der Evangelien ist nah an Martin Luthers späterer Übersetzung. Dies wird sowohl auf die Inhaltstreue beider Übersetzer sowie auf die bereits in der Volksmythologie verbreitete, mündlich überlieferte Übersetzung der Texte zurückgeführt. Die durchaus vorhandenen Eigenheiten von Straubs Übersetzung liegen wahrscheinlich darin begründet, dass er kein Theologe, sondern Jurist war und den Text daher nicht hinsichtlich theologischer Feinheiten erstellt hat.
Andreas Deutsch sieht Straubs Veranlassung zur Übersetzung der Evangelien am ehesten in einer Empfehlung als tüchtiger Schreiber und Übersetzer für kirchliche Auftraggeber, wie er sie mit den Klöstern Comburg und Schöntal während seiner Zeit in Schwäbisch Hall um 1460 immer wieder hatte.